# شاهنامه فلورانس

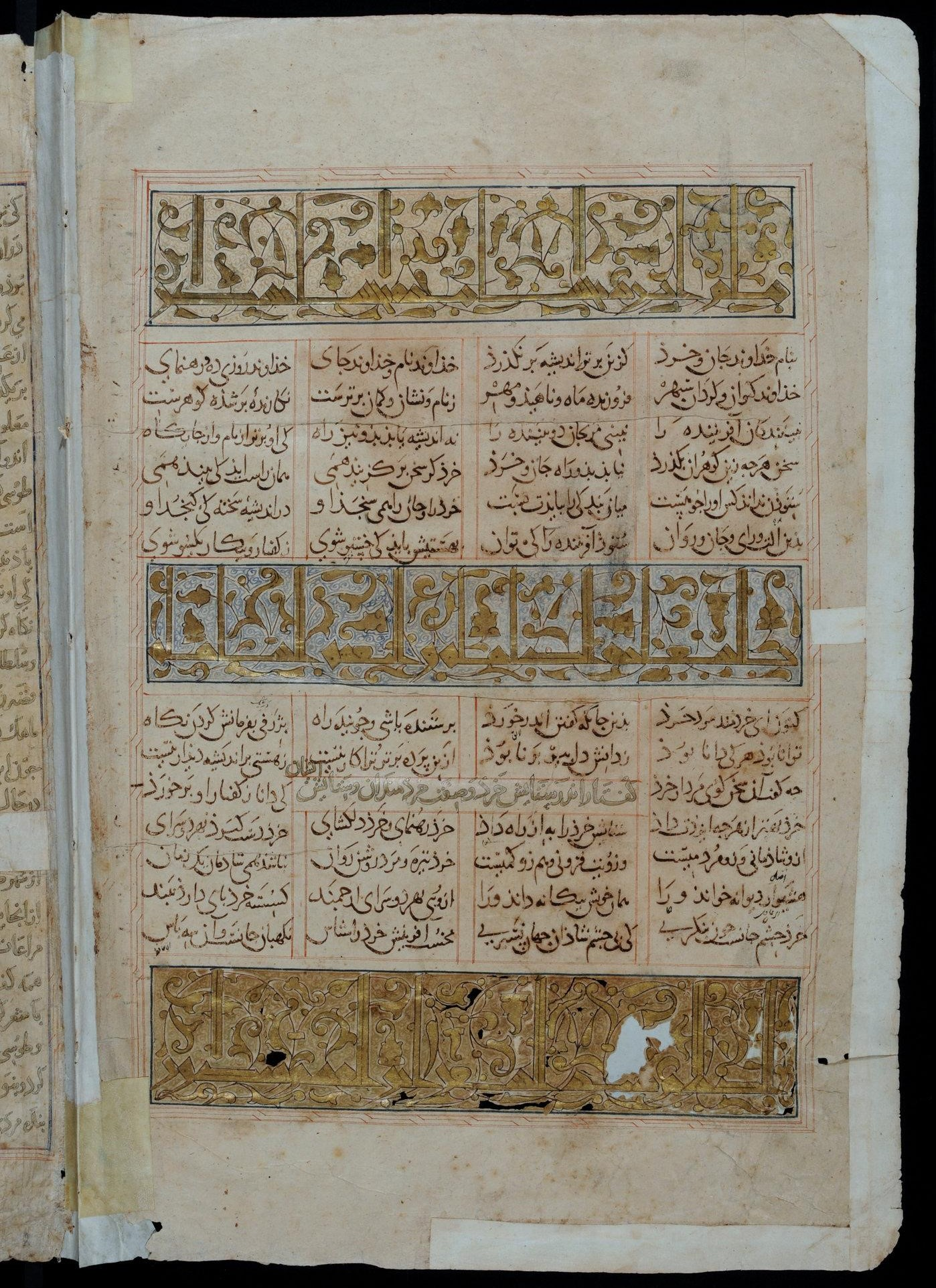
آغاز شاهنامه در نسخهٔ کتابخانهٔ ملی فلورانس

شاهنامهٔ فلورانس یک نسخهٔ خطی از شاهنامهٔ فردوسی است که در کتابخانهٔ ملی مرکزی فلورانس با شمارهٔ Ms.Cl.lll.24 از آن نگهداری می‌شود. این نسخه، کهن‌ترین دست‌نویس شناخته‌شده از شاهنامه، و در کنار شاهنامهٔ لندن (۶۷۵ ه‍.ق)، یکی از دو دست‌نویس تاریخ‌دار، از شاهنامه، مربوط به سدهٔ هفتم ه‍.ق (سیزدهم م) است. این نمونه، در اصل در دو جلد تهیه‌شده بود، اما امروزه تنها جلد نخست به‌جامانده، و دومین جلد احتمالاً از میان‌رفته است. جلد نخست از آغاز شاهنامه تا پایان پادشاهی کی‌خسرو را دربرمی‌گیرد. بنابر یادداشت کاتب، این جلد در سه‌شنبه، ۳۰ محرم سال ۶۱۴ ه‍.ق به‌پایان رسیده است.
محل تهیهٔ این نسخه مشخص نیست. بااین‌حال محمدامین ریاحی با درنظرگرفتن مقدمهٔ آن، که بین مقدمه‌های شاهنامه به‌عنوان «مقدمهٔ دوم» شناخته‌شده و گرایش نسبت به عباسیان در آن مشهود است و حال‌وهوای آن به‌کلی با مقدمهٔ نخست (مقدمهٔ شاهنامهٔ ابومنصوری) متفاوت، احتمال‌داده این نسخه، جایی در غرب ایران تهیه‌شده باشد. جلال خالقی مطلق نیز با اشاره به یادداشت‌هایی به ترکی عثمانی در حواشی برخی ورق‌های شاهنامهٔ فلورانس، احتمال‌داده که این نسخه در ایران کتابت‌شده و بعدها به عثمانی برده‌شده است. این اثر را یک جهانگرد ایتالیایی، با نام جیرولامو وچیتی، در سال ۱۵۹۴ از مصر عثمانی خارج کرد و به ایتالیا برد. با عنوان «تفسیر فارسی قرآن» در سال ۱۷۱۴ این اثر به مالکیت کتابخانهٔ فلورانس درآمد و برای بیش از ۲۵۰ سال با همین عنوان در کتابخانهٔ فلورانس باقی ماند. درنهایت در سال ۱۹۷۶، خاورشناسی ایتالیایی، با نام آنجلو پیه مونتزه، ماهیت آن را به‌عنوان دست‌نویسی از شاهنامهٔ فردوسی شناسایی کرد.
این نسخه به صورت جداگانه با تصحیح و گزارش دکتر عزیزالله جوینی در هشت جلد و به تدریج از سال ۱۳۷۳ توسط انتشارات دانشگاه تهران منتشر شد. لازم به ذکر است که انتشار جلد هشتم (جلد پایانی) این کتاب پس از فوت دکتر جوینی متوقف شد. با این که فرزند ایشان (دکتر کیومرث جوینی) دستنوشته‌های پدر را پس از فوتش (۲۵ بهمن ۱۳۹۱) به انتشارات دانشگاه تهران تحویل داده بود، در نهایت جلد پایانی آن حدود ۱۲ سال پس از آن و در اردیبهشت ۱۴۰۴ به کوشش علی عشایری و نظارت دکتر مصطفی موسوی، استاد زبان و ادبیات فارسی دانشگاه تهران، منتشر شد. 
به‌دلیل شناسایی دیرهنگام نسخهٔ فلورانس، در تصحیح‌های قدیمی‌تر شاهنامه، از جمله شاهنامهٔ ژول مل و شاهنامهٔ چاپ مسکو از این اثر استفاده‌ای نشده است. تصحیح متأخرتر خالقی مطلق آن را به‌عنوان یکی از ۱۲ نسخهٔ اساس کارش مورد استفاده قرار داده است. چاپ عکسی نسخهٔ فلورانس سال ۱۳۶۹ توسط بنیاد دایرةالمعارف اسلامی منتشر شد. در سال‌های آغازین شناسایی این نسخه، مجادلاتی، میان شاهنامه‌پژوهان و نسخه‌شناسان ایرانی، دربارهٔ اصالتش درگرفت، که به‌صورت مجموعه مقالاتی در تأیید یا رد اصالت این نسخهٔ خطی در نشریهٔ نامهٔ بهارستان، وابسته به کتابخانهٔ مجلس به‌چاپ رسید. از شاهنامهٔ فلورانس در سال ۲۰۱۴ نسخه‌ای دیجیتال به انتشار رسید.

## ویژگی‌ها
قطع شاهنامهٔ فلورانس ۳۲×۴۸ سانتی‌متر و ابعاد هر کدام از برگ‌های آن ۳۰٫۵×۴۷٫۵ سانتی‌متر است. ابعاد جدول ابیات، ۲۶×۳۶ سانتی‌متر است، با ۴ ستون نوشتاری که تا ۲۷ سطر، شامل ۵۴ بیت را می‌توانند در هر صفحه پوشش دهند. به‌دلیل استفادهٔ گسترده از عنوان‌نویسی و لوح‌های زینتی، شمار ابیات هر صفحه، معمولاً کمتر از حد ذکرشده است. با ۲۶۵ برگ، این شاهنامه جمعاً ۲۱٬۹۴۷ بیت را پوشش می‌دهد. نسخهٔ فلورانس نگاره ندارد؛ ولی تمام کتاب به‌شیوهٔ رایج کتاب‌آرایی روزگار خود با مجموعاً ۷۱۴ لوح زینتی تزئین‌شده است. بیشتر این‌ها شامل عباراتی به عربی در آرزوی سلامتی و شادکامی، برای مالک اثر هستند؛ ولی در یک مورد جالب‌توجه الواح اول، چهارم، سوم و ششم به‌ترتیب با هم این عبارت فارسی را می‌سازند:
۱. بنام ایزد بخشایندهٔ بخشایشگر
۴. کتاب شاه‌نامه از گفتار امیر حکیم مَلک
۳. الکلام جَیِّدالشّعر ابوالقاسم منصور
۶. بن الحسن الفردوسی الطوسی رحمةالله
ثبت «منصور بن حسن» به‌عنوان نام شخصی فردوسی، با نوشته‌های بنداری اصفهانی پیرامون این موضوع، در ترجمهٔ عربی شاهنامه (۶۲۰ ه‍.ق) هماهنگی دارد.
از نظر نگارشی، متن این شاهنامه به خط نسخ و کتیبه‌های زینتی آن به خط کوفی هستند. از نظر نقطه‌گذاری وضعیت خوبی دارد. قاعدهٔ ذال معجم رعایت‌شده است. در مورد حروف ویژهٔ الفبای فارسی نیز، بیشتر موارد «ژ» و در بعضی از موارد «پ» و «چ» به‌صورت امروزی نوشته شده‌اند، ولی «گ» در همه‌جا «ک» ثبت‌شده است. از دیدگاه خالقی مطلق، نسخهٔ فلورانس، در میان دیگر نسخه‌های خطی کهن از شاهنامه، بهترین نمونه از حیث دقت در نقطه‌گذاری، حفظ شکل کهن واژگان، حفظ ابیات معتبر و رعایت ترتیب ابیات به‌حساب می‌آید. او دربارهٔ اهمیت این نسخه در تصحیح خود چنین نوشته است:
فرض بر این‌که دست‌نویس فلورانس مورخ ۶۱۴ بنا به‌تشخیص نگارنده معتبرترین دست‌نویس موجود شاهنامه باشد، و نیز فرض بر این‌که نگارنده توانسته باشد با به‌کار بستن روش انتقادی_تحقیقی بخش بزرگی از افتادگی‌ها و افزودگی‌ها و دیگر نواقص این دست‌نویس را بر طرف سازد، در این‌صورت اعتبار تصحیح نگارنده بیشتر از دست‌نویس فلورانس مورخ ۶۱۴، و به‌گمان نگارنده دارای اعتبار یک دست‌نویس متوسط از نیمهٔ نخستین سدهٔ ششم هجری است.